# Matthew Mitcham
Matthew John Mitcham (Brisbane, 2 marzo 1988) è un tuffatore australiano. Oltre ad aver vinto una medaglia d'oro nella piattaforma 10 metri ai Giochi Olimpici di Pechino 2008, è noto per essere stato il primo tuffatore australiano gay dichiarato a partecipare alle Olimpiadi.

## Biografia
Ha iniziato l'attività agonistica nel mondo dei tuffi nel 1999 a soli undici anni dedicandosi sia alla piattaforma che al trampolino. Il suo primo allenatore è stato il cinese Wang Tong Xiang. Ha ottenuto discreti risultati a livello giovanile e presto ha guadagnato la maglia della nazionale australiana.
Nel 2005 ha partecipato all'Australian Youth Olympic Festival classificandosi secondo dal trampolino un metro e vincendo in coppia con Scott Robertson il sincro da tre e dieci metri.
Nel 2006 ha partecipato ai mondiali di Changshu in Cina e ha ottenuto degli ottimi piazzamenti (5º, 6º e 7º posto) qualificandosi per la finale nelle specialità da 10, 3 e 1 metro.
Dopo sette anni è costretto a lasciare lo sport perché colpito da depressione. Il suo ritiro però è breve e non appena in attività rientra subito nel giro della nazionale allenata da Chava Sobrino.
Nel 2008 dalla piattaforma 10 metri è giunto quinto nella Coppa del Mondo disputata nella capitale cinese.
Nello stesso anno ha vinto la medaglia d'oro dal trampolino 10 metri al Grand Prix di tuffi che si è disputato a Fort Lauderdale negli Stati Uniti d'America.
Grazie a questi risultati si è qualificato per le Olimpiadi di Pechino 2008. Nel giugno 2008 in un'intervista al The Sydney Morning Herald ha dichiarato al grande pubblico la propria omosessualità, attirando su se stesso l'attenzione della stampa internazionale, decisa nel sottolineare come Mitcham fosse l'unico omosessuale dichiarato di sesso maschile a partecipare ai XXIX Giochi Olimpici estivi. Ha dichiarato anche di avere come mito il grande tuffatore statunitense Greg Louganis.
Nelle Olimpiadi di Pechino è stato eliminato in semifinale nella specialità del trampolino 3 metri giungendo sedicesimo avanti al russo Aleksandr Dobroskok argento alle Olimpiadi di Sydney del 2000.
Nel concorso della piattaforma 10 metri ha vinto la medaglia d'oro totalizzando 537,95 punti in finale. Nell'ultima serie di tuffi ha recuperato 34 punti di distacco dall'atleta di casa Zhou Lüxin che ha chiuso con una medaglia d'argento con 533,15 punti. Il tuffo finale, con coefficiente di difficoltà 3,8, è stato valutato 112,10 punti. Alle sue spalle ha mantenuto anche Gleb Sergeevič Gal'perin. Il russo, campione del mondo in carica, ha chiuso terzo con 525,80 punti.

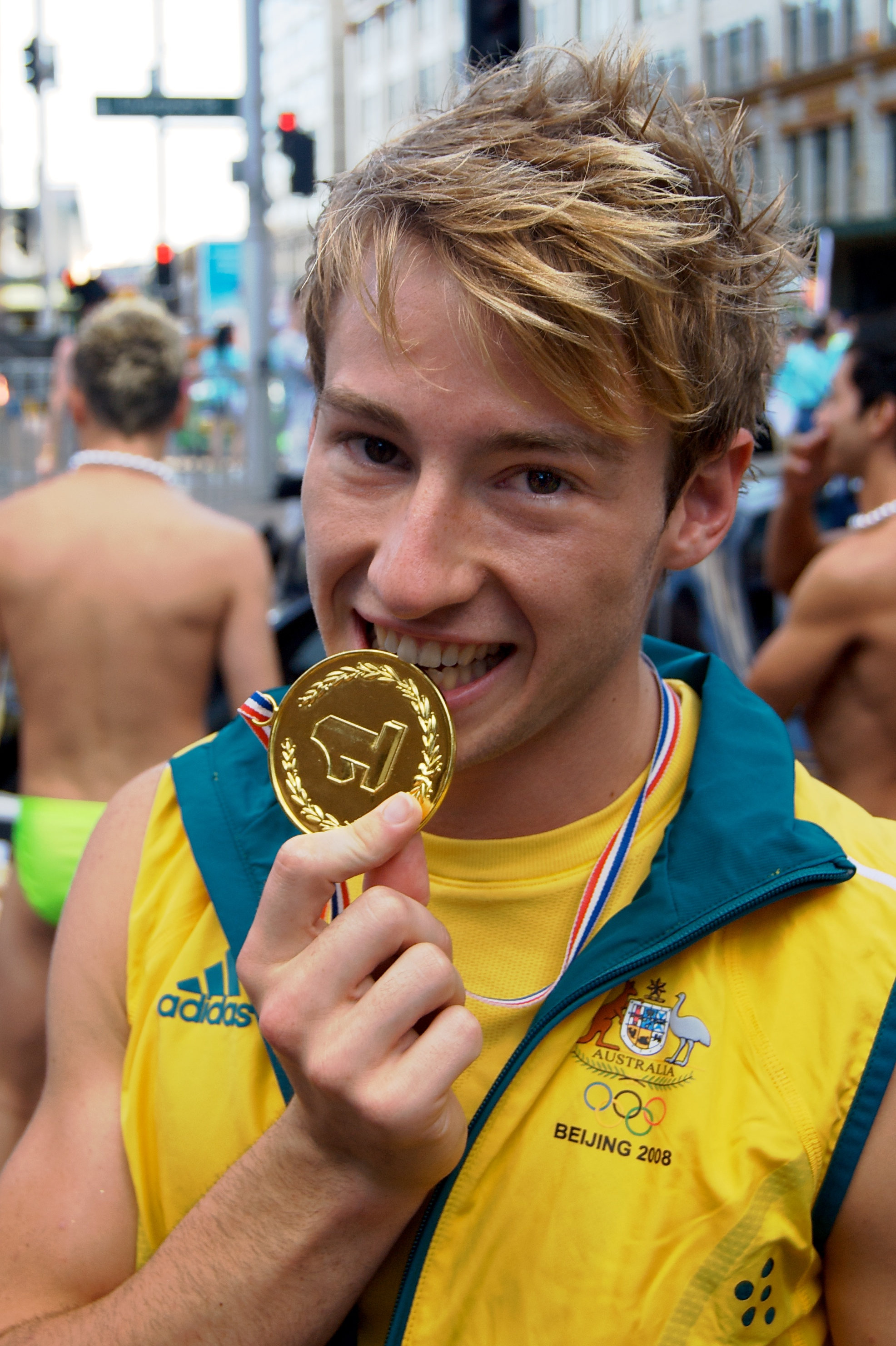
Matthew Mitcham al Sydney Gay and Lesbian Mardi Gras del 2009

Vincendo l'oro al Centro Acquatico Nazionale di Pechino (o Water Cube) è riuscito ad impedire alla Cina di vincere 8 ori su 8 nei tuffi, divenendo in tal modo l'unico tuffatore non cinese a salire sul gradino più alto del podio. È il primo australiano a vincere un oro nella disciplina dal 1924.
Al termine della gara olimpica, negli Stati Uniti la NBC - National Broadcasting Company ha censurato alcune immagini di esultanza di Mitcham con il suo compagno Lachlan Fletcher. Questo comportamento del network è stato duramente criticato.
Il presidente della NBC Gary Zenkel in seguito ha manifestato il proprio dispiacere per l'accaduto precisando di aver perso un'opportunità non raccontando la storia di Mitcham.
Le Poste Australiane nel 2008 hanno emesso un francobollo con il suo volto per commemorare la vittoria dell'oro olimpico.
Nel 2009 ai campionati mondiali di nuoto di Roma ha vinto la medaglia di bronzo nel trampolino 1 metro chiudendo a 440,20 punti alle spalle dei cinesi Qin Kai (449,00) e Zhang Xinhua (445,90)..
Nella piattaforma 10 metri ha chiuso al quarto posto con 529,50 punti. La medaglia è sfuggita per pochi punti dopo un errore nell'ultimo tuffo. Meglio di lui hanno fatto il giovane britannico Thomas Daley con 539,85 punti e i cinesi Qiu Bo (532,20) e Zhou Lüxin (530,55).
Nel trampolino 3 metri si è qualificato per la finale e con 431.30 è giunto al nono posto.
Nel 2010 ha partecipato ai VII Gay Games di Colonia. L'anno seguente ai Giochi del Commonwealth di Delhi 2011 ha raccolto quattro medaglie d'argento: nel trampolino 1 metro, nel trampolino 3 metri sincro, nella piattaforma 10 metri individuale e sincro.
Nel 2016 si è ritirato dalla carriera agonistica.
Nel 2020 è divenuto membro dell'International Swimming Hall of Fame.

## Vita privata
Il 3 giugno 2019 ha annunciato il fidanzamento con Luke Rutherford, con cui si è sposato in Belgio il 22 febbraio 2020.

## Palmarès
- Giochi olimpici

Pechino 2008: oro nella piattaforma 10 m.
- Mondiali di nuoto

Roma 2009: bronzo nel trampolino 1 m.
- Giochi del Commonwealth

Delhi 2010: argento nel trampolino 1 m, nel sincro 3 m, nella piattaforma 10 m e nel sincro 10 m.
Glasgow 2014: oro nel sincro 10 m, argento nel trampolino 1 m e nel sincro 3 m.
- Vincitore della Coppa del Mondo della piattaforma 10 m nel 2010